# Carlos Carrasco (Footballspieler)
Carlos Carrasco Sanz (geb. 20. Juni 1997 in Madrid, Spanien) ist ein spanischer American-Football-Spieler, der als Offensive und Defensive Lineman eingesetzt wird. Er spielt in der Saison 2024 für die Madrid Bravos in der European League of Football und ist spanischer Nationalspieler.

## Karriere
Carlos Carrasco spielte ab 2008 American Football in der Jugend der Las Rozas Black Demons, hauptsächlich in der Defensive Line. 2014 verbrachte er an der High School St. Johnsbury Academy, wo er für das Schulteam Hilltoppers spielte und ins High School All-State First Team sowie in das IFAF World Development Team berufen wurde. Er bekam ein Angebot von den Delaware State Hornet (NCAA Division I), entschied sich aber, nach Spanien zurückzukehren.
Carrasco wechselte ins Herrenteam der Black Demons, mit denen er 2017 die Serie B und 2022 den spanischen Pokal gewann. Nach der spanischen Saison spielte er zeitweise in Finnland, wo die Saison später stattfindet: 2017 für die Seinäjoki Crocodiles und 2019 sowie 2020 bei den Wasa Royals. 2020 wurde er dabei ins Maple League All-Star Team gewählt.
Bei der American-Football-Europameisterschaft der Junioren 2019 war Carrasco als Trainer der spanischen Offensive Line tätig.
Für die neu gegründete European League of Football (ELF) wurde Carrasco 2021 von den German Knights 1367 Niedersachsen verpflichtet. Nachdem dieses Team sich frühzeitig zurückgezogen hatte, schloss er sich den Barcelona Dragons an, der damals einzigen spanischen ELF-Franchise. Nach zwei Spielen verließ er das Team. 
In der Saison 2023 spielte Carrasco für die Cologne Centurions in der ELF.  Für die Saison 2024 schloss er sich den Madrid Bravos an, der neu gegründeten ELF-Franchise in seiner Heimatstadt Madrid.